# O'chi'chi'
L'O chi chi és una llengua extinta que es parlava a l'estat de Rivers del sud-est de Nigèria. Es parlava concretament a la LGA d'Etche, a Ikwewengo i Umuebulu.
L'o'chi'chi era una llengua que formava part de les llengües Central Delta de les llengües del riu Cross de la família lingüística de les llengües Benué-Congo.